# Difácil
Difácil  es una editorial española fundada en Valladolid en 1997.

## Colecciones y catálogo
La editorial Difácil mantiene varias colecciones que incluyen narrativa, poesía, ensayo, fotografía y música.
En su catálogo figuran los novelistas Alejandro Cuevas, Reyes Calderón, Luis Díaz Viana, Vicente Álvarez o Ángel Vallecillo y los poetas Eduardo Fraile, José Gutiérrez Román o Fernando del Val (también como ensayista). 
Varios de los libros publicados por Difácil han ganado importantes premios, como el de la Crítica de Castilla y León (Akúside de Ángel Vallecillo) o el Ojo Crítico (Los años aurorales, 2017, de Fernando del Val).